# Melitulias discophora
Melitulias discophora är en fjärilsart som beskrevs av Edward Meyrick 1891. Melitulias discophora ingår i släktet Melitulias och familjen mätare. Inga underarter finns listade i Catalogue of Life.